# Genega's Band
Genega's Band (Dancer band, Ge-nega's band), jedna od skupina Sjevernih Pajuta (Paviotso) koja je ime dobila po poglavici Genega (Dancer; Plesač). U domorodačko doba živjeli su u zapadnoj Nevadi na ušču rijeke Truckee.